# Magnum Bonum
La Magnum Bonum  est une variété de pomme de terre ancienne, originaire du Royaume-Uni. Elle fut obtenue par le sélectionneur anglais James Clark en 1876.
Cette variété, après avoir longtemps connu un certain succès en Europe a été définitivement retirée du marché en Suède pour sa teneur trop élevée en glycoalcaloïdes. Elle ne figure pas parmi les variétés inscrites des catalogues officiels européens de semences de pomme de terre.
Elle ne doit pas être confondue avec la variété 'Magnum', variété française à frites créée en 2003 par  la station de recherche du Comité Nord Plants de Pommes de Terre à partir du croisement 'Agria' × 'Pentland Squire'.

## Description
'Magnum Bonum' est une plante à port dressé, de 80 cm à 1 mètre de haut, aux tiges vigoureuses de section carrée et aux feuilles à larges folioles. Les fleurs de couleur lilas avortent le plus souvent.
Les tubercules assez grands, de forme générale oblongue, légèrement aplatie, ont la peau jaune pâle et la chair jaune. Les yeux sont assez marqués et la peau un peu rugueuse.
'Magnum Bonum' présente une résistance moyenne au mildiou du feuillage.
En 1986, des analyses réalisées en Suède où cette variété était encore couramment cultivée, ont révélé de façon inattendue pour une variété ancienne, des teneurs très élevées en glycoalcaloïdes (α-solanine et α-chaconine). Le taux moyen, sur 300 lots commerciaux analysés, s'élevait à 254 mg/kg, avec un maximum à 665 mg/kg, soit très au-dessus de la limite maximum généralement admise qui est de 20 mg/100 g. Il est admis que la cause de ces taux élevés est à attribuer à des facteurs génétiques, la preuve qu'ils aient pu être induits par les conditions froides et pluvieuses de l'été 1986 n'ayant pu être apportée. On a relevé seulement quelques cas de troubles intestinaux dus à la consommation de ces pommes de terre..

## Origine génétique
'Magnum Bonum' est née du croisement, réalisé en 1876 par un horticulteur anglais, James Clark, de deux variétés américaines, 'Early Rose' et Paterson's Vicoria'. Cette variété descend, par 'Early Rose' de 'Rough Puprle Chili', variété sud-américaine introduite aux États-Unis par Chauncey Goodrich en 1861, et qui marqua une première étape dans le renouvellement génétique des pommes de terre  cultivées en Europe et en Amérique du Nord après la crise du mildiou.
James Clark était un horticulteur professionnel de Christchurch (Hampshire) et fut l'un des premiers « hybrideurs » de la pomme de terre. 'Magnum Bonum' fut l'un de ses premiers succès commerciaux, on lui doit également, entre autres, les variétés 'Maincrop', 'Abundance' et 'Epicure', toutes trois issues de 'Magnum Bonum'. La dernière fut l'une des variétés de pomme de terre parmi les plus cultivées au Royaume-Uni.
Descendance : outre les trois variétés citées ci-dessus, on peut citer 'King Edward', descendante de première génération, créée en 1902 et toujours cultivée.